# Caroline Thompson
Caroline Thompson (Washington D. C., 23 de abril de 1956) es una cineasta y novelista estadounidense. Escribió los guiones para las películas de Tim Burton Edward Scissorhands, The Nightmare Before Christmas y Corpse Bride. Coescribió la historia para Edward Scissorhands y se encargó de producir una nueva versión para teatro junto con el coreógrafo Matthew Bourne.
Thompson adaptó además el guion para la película Wicked Lovely, basada en la serie literaria fantástica del mismo nombre, pero hasta la fecha no se ha podido materializar su grabación. Dirigió las películas Black Beauty (1994); Buddy (1997) y Blancanieves (2001), la cual también produjo y escribió.

## Filmografía

### Cine y televisión
- The Black Cauldron (1985)
- The Land Before Time (1988)
- Edward Scissorhands (1990)
- The Addams Family (1991)
- Homeward Bound: The Incredible Journey (1993)
- The Secret Garden (1993)
- The Nightmare Before Christmas (1993)
- Black Beauty (1994)
- James and the Giant Peach (1996)
- Buddy (1997)
- Snow White: The Fairest of Them All (2001)
- Corpse Bride (2005)
- City of Ember (2008)
- Welcome to Marwen (2018)[4]